# 洪楠基
洪楠基（韓語：홍남기，1960年7月29日—），本貫南陽洪氏唐洪系，是韓國公務員出身的政治人物。曾於朴槿惠政府擔任未來創造科學部次長，曾先後出任文在寅政府的國務調整室長、經濟副總理兼企劃財政部部長。

## 生平
洪南基於1960年7月29日生於韓國江原道春川市。父母為北韓人，在韓戰時分別從咸鏡南道元山及黃海道海州乘坐避難船到當時南韓的臨時首都慶尚南道釜山市，雙方在國際市場認識後移居到江原道春川市。
1979年於春川高中畢業。1984年取得漢陽大學經濟學科學士學位，1986年在漢陽大學經營大學院專攻金融證券，獲得經營學碩士學位。
1986年通過行政考試後，開始擔任經濟企劃院的對外經濟調整室行政事務官。 1992年在英國索爾福德大學研究生院獲得了開發經濟學系的經濟學碩士學位。1999年被派到美國華盛頓州財政部工作一年。
2003年於盧武鉉政府時期擔任朴奉欽企劃預算處長官祕書官，2006年擔任卞良均總統祕書室政策室長補佐官。
2003年在盧武鉉政府任企劃預算部長官朴奉憲的秘書，2008年任總統府政策室主任卞陽均助理。
2010年，在李明博政府時期擔任企劃財政部彩票委員會秘書長的同時，牽頭發行了「年金福券520」養老金彩票，獎金分20年分期支付。2011年任企劃財政部新聞發言人，2012年任企劃財政部政策協調辦公室主任，2013年被派往第十八屆總統接管委員會第一經濟處。
在朴槿惠政府時期擔任總統辦公室政策協調總計劃秘書和未來創造科學部第一副部長。